# Iglesia del Colegio Apostólico de los Padres Dominicos
El Colegio Apostólico de los Padres Dominicos está situado en la ciudad de Valladolid y con su conjunto de edificios, de carácter docente y conventual, se configura como uno de los pilares de la renovación de la arquitectura religiosa en España.

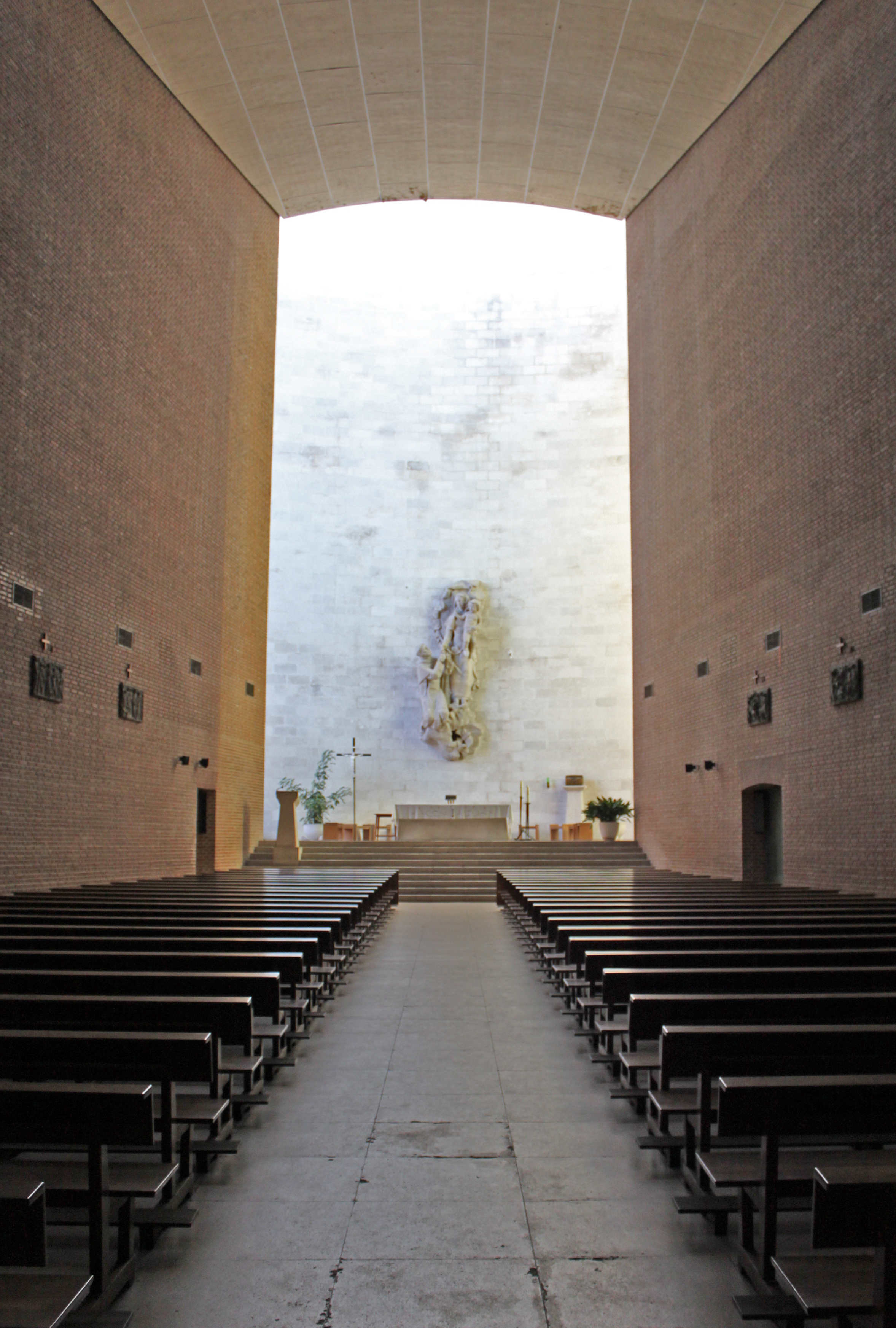
Altar de la Iglesia del Colegio Apostólico de los Padres Dominicos (Valladolid)

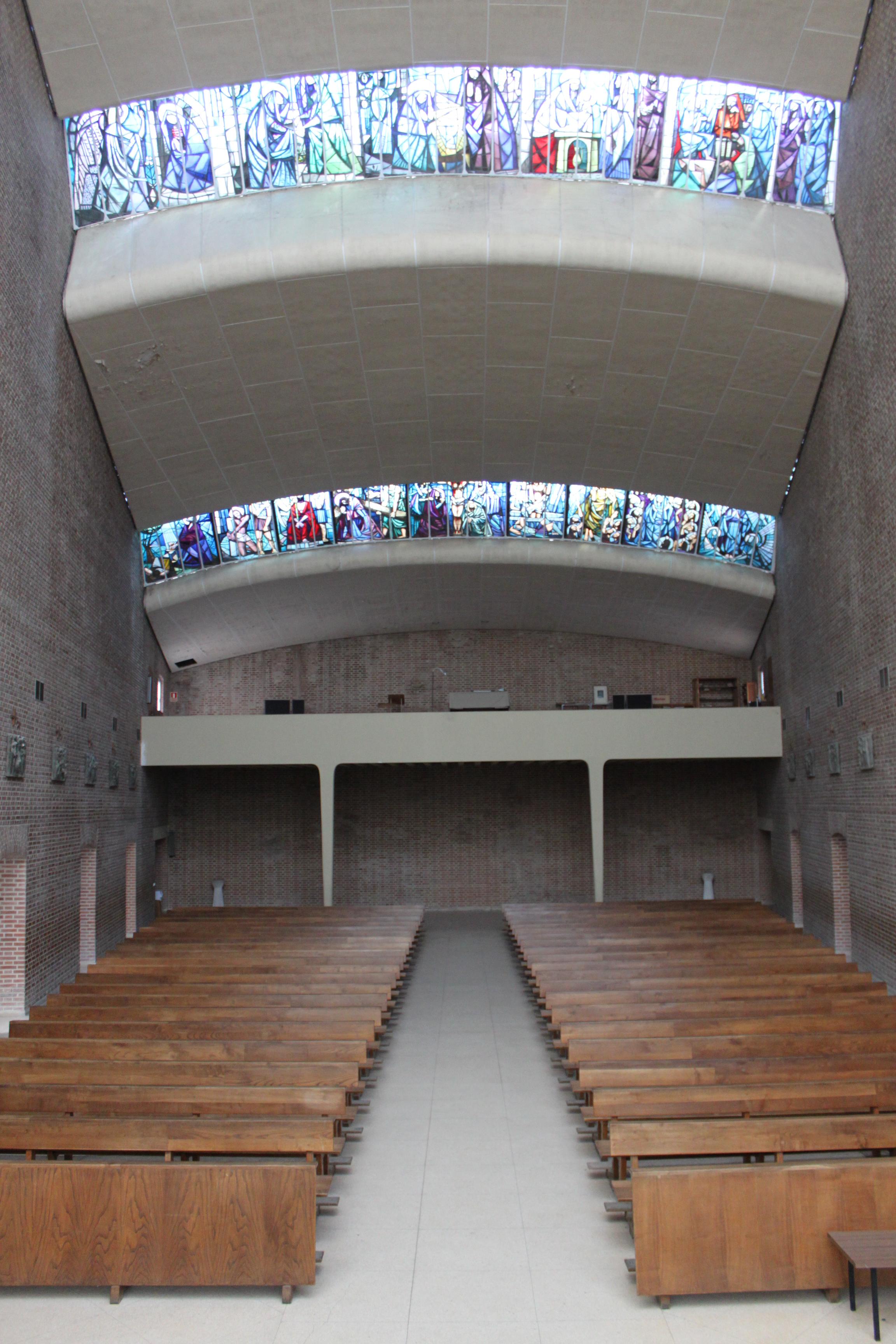
Coro de la Iglesia del Colegio Apostólico de los Padres Dominicos (Valladolid)

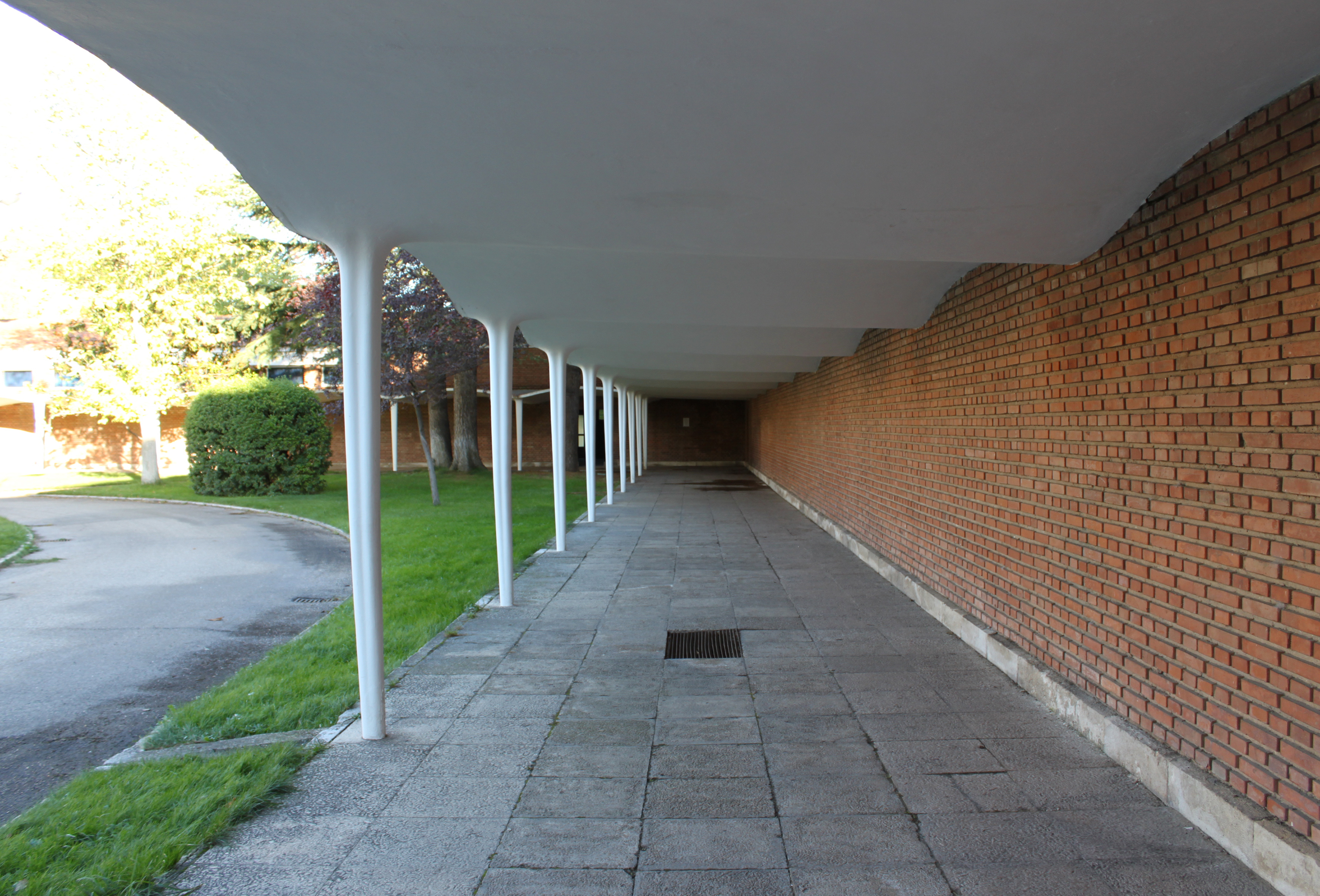
Arcada del claustro

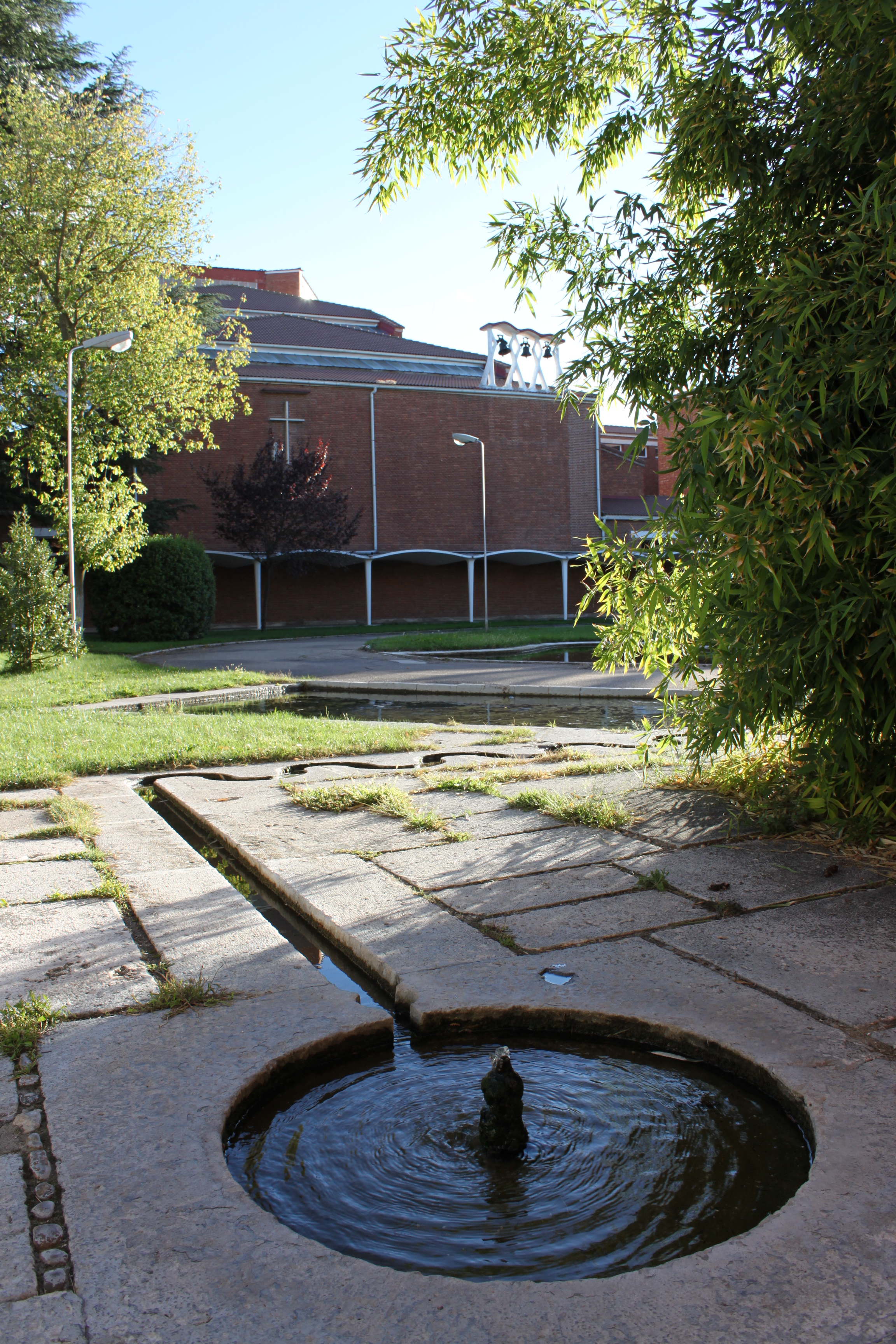
Fuente y jardín del claustro

Su construcción constituye un hito tanto en la producción arquitectónica de la ciudad de Valladolid como en la propia trayectoria de su autor, Miguel Fisac.
Fisac, protagonista del proceso de desarrollo de las estructuras religiosas que tuvo lugar durante la segunda mitad del siglo XX en España, experimenta en esta obra con muchos de los temas que como la distribución de la luz, la utilización de los materiales y formas orgánicas de inspiración nórdica, serán una característica de sus obras posteriores.
La manipulación del espacio mediante el control escenográfico de la luz, la yuxtaposición de materiales, la plasticidad del hormigón evidenciada en las membranas onduladas de los pórticos del claustro, en contraposición con la sobria rigidez y textura del ladrillo visto utilizado en los exteriores de pabellones e iglesia, son elementos caracterizadores de la obra de Miguel Fisac Serna.
El patio de acceso, como verdadero corazón de todo el conjunto, representa en su entrada asimétrica la más temprana arquitectura del mundo personal de Fisac: la galería de hormigón, la marquesina de entrada, el campanario, la fuente.
De todo el conjunto conventual, destaca por su situación e importancia la iglesia, medalla de oro en el concurso de arte sacro de Viena de 1954. 
Configurada dentro del espacio dinámico, consigue a partir de unas geometrías muy simples, un triángulo truncado y rematado por un espectacular muro curvo, unos efectos sorprendentes al interior y de inusitada potencia al exterior.
Los muros opacos y desnudos, la ausencia de elementos decorativos, la elevación del suelo y techo hacia el presbiterio, y la disposición disimulada de las capillas laterales, contribuyen a la configuración de un sobrecogedor y espectacular espacio, en el que todas las miradas se dirigen al altar, iluminado lateralmente por una luz dorada procedente de una vidriera oculta, que se aclara en la parte superior con la iluminación blanca que proporciona un lucernario en la cubierta.